# Júlio Duarte Langa

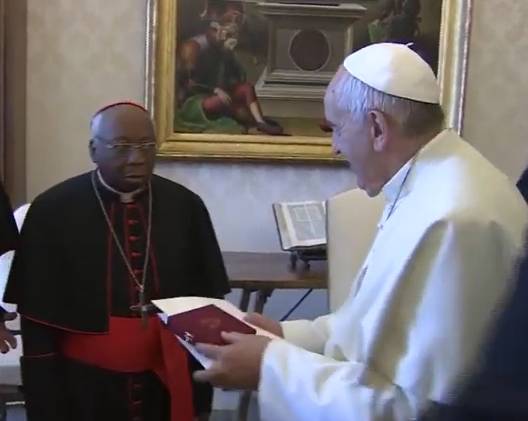
Kardinal Langa mit Papst Franziskus bei einem Ad-limina-Besuch (2015)

Kardinalswappen von Júlio Duarte Langa

Júlio Duarte Kardinal Langa (* 27. Oktober 1927 in Mangunze) ist ein mosambikanischer römisch-katholischer Geistlicher und Altbischof von Xai-Xai.

## Leben
Júlio Duarte Langa empfing am 9. Juni 1957 das Sakrament der Priesterweihe für das Bistum João Belo. Er wirkte als Gemeindepfarrer im Erzbistum Lourenço Marques, dessen Generalvikar er später wurde.
Papst Paul VI. ernannte ihn am 31. Mai 1976 zum Bischof von Xai-Xai. Der Erzbischof von Maputo, Alexandre José Maria dos Santos OFM, spendete ihm am 24. Oktober desselben Jahres die Bischofsweihe; Mitkonsekratoren waren Francesco Colasuonno, Apostolischer Delegat in Mosambik, und Januário Machaze Nhangumbe, Bischof von Pemba. In seine Zeit als Bischof fiel der Mosambikanische Bürgerkrieg zwischen 1977 und 1992. Am 12. Juli 2004 nahm Papst Johannes Paul II. sein altersbedingtes Rücktrittsgesuch an.
Im feierlichen Konsistorium vom 14. Februar 2015 nahm ihn Papst Franziskus als Kardinalpriester mit der Titelkirche San Gabriele dell’Addolorata in das Kardinalskollegium auf. Die Besitzergreifung seiner Titelkirche fand am 10. Mai desselben Jahres statt.